# Australia First Party
The Australia First Party (AFP), offiziell Australia First Party (NSW) Incorporated, ist eine nationalistische bis rechtsextreme Kleinpartei in Australien. Die Politik der Partei richtete sich hauptsächlich gegen Migration und Multikulturalismus. Sie hat seit 1998 an keiner Bundeswahl mehr teilgenommen. Zudem gelang es ihr nie, in ein Parlament einzuziehen.

## Geschichte

### Gründung und Vertretung im Repräsentantenhaus bis 1998
Die Australia First Party wurde im Juni 1996 von Graeme Campbell, einem ehemaligen Abgeordneten der Australian Labor Party (ALP), gegründet und im September 1996 von der Australian Electoral Commission (AEC) als Partei registriert. Campbell war seit 1980 Abgeordneter des Australischen Repräsentantenhauses, seine zunehmende Kritik an der Labor-Regierung unter Premierminister Paul Keating (insbesondere dessen Wirtschaftspolitik und multikulturell orientierter Einwanderungspolitik sowie Keatings Positionen bezüglich der Landrechte der Aborigines) führte jedoch im November 1995 zu seinem Ausschluss aus der ALP. Danach wurde Campbell bis zu seinem Ausscheiden aus dem Repräsentantenhaus im Oktober 1998 trotz seiner AFP-Mitgliedschaft als parteiunabhängiger Abgeordneter (Independent) geführt.
Campbell gründete die AFP in der Hoffnung, dass sie in naher Zukunft eine ernstzunehmende Rolle im australischen Parteiensystem spielen würde. Mit populistischen Versprechungen versuchte man sich von der Liberal Party of Australia und der Australian Labor Party abzugrenzen. Viele der AFP-Mitglieder waren zuvor in der aufgelösten Australian Conservative Party. Bei den Parlamentswahlen 1998 verlor Campbell aufgrund starker Stimmenverluste seinen Abgeordnetensitz, damit war die AFP nicht mehr im Repräsentantenhaus vertreten. Graeme Campbell begründete das schlechte Wahlergebnis mit dem Antreten der rivalisierenden und ebenfalls rechtspopulistischen Partei One Nation, die 1997 von Pauline Hanson gegründet worden war.

### Aktivitäten nach 1998
Nach Campbells Rücktritt im Juni 2001 wurde Diane Teasdale Präsidentin der Australia First Party, jedoch trat die Partei seitdem nicht mehr national in Erscheinung und nahm an den Bundeswahlen 2001 nicht teil.
Im Jahr 2002 wurde eine neue Gruppe der Partei in Sydney gegründet. Die Partei nahm sich vor, eine neue nationale Jugendorganisation, die Patriotic Youth League, zu schaffen. Unter der neuen Führung rückte die Partei nach ganz rechts außen und somit deutlich weiter, als es unter Campbell je der Fall war. Der Sekretär des Ablegers in Sydney ist Jim Saleam, der beschuldigt wurde, Mitte der 1980er Jahre einen bewaffneten Angriff auf einen Repräsentanten des African National Congress eingefädelt zu haben. Jim Saleam sieht sich jedoch selbst als unschuldig an und gibt dies auch auf seiner Homepage preis.
Im August 2004 verlor die Australia First Party ihre Registrierung als politische Partei bei der Australian Electoral Commission, da sie vier Jahre lang keine Kandidaten für Wahlen aufgestellt hatte.
Im April 2007 wurde Darrin Hodges (Vorsitzender der AFP-Zweigstelle in Sutherland Shire) aufgrund interner Differenzen aus der Partei ausgeschlossen und war in weiterer Folge 2007 Mitbegründer der ebenfalls rechtspopulistisch ausgerichteten Australian Protectionist Party. Im August 2007 wurde der rechtsextreme Nationalist Jim Saleam sowie einige weitere prominente Mitglieder ebenfalls ausgeschlossen, Saleam übernahm in weiterer Folge die Kontrolle über die „Australia First Party (NSW)“ und weitere Partei-Ableger in Australien, während Teasdale die Führung über Australia First im Bundesstaat Victoria behielt.
2015 verlor die (mittlerweile von Saleam geführte) Nachfolgepartei Australia First Party (NSW) Incorporated ihre Registrierung erneut, da sie die erforderliche Mindestanzahl von 500 Mitgliedern nicht nachweisen konnte, erreichte jedoch ihre erneute Registrierung im März 2016.

## Ideologie
Die AFP möchte nach eigenen Angaben
- Sicherung der vollständigen Unabhängigkeit Australiens,
- Kontrolle ausländischen Eigentums,
- Reduzierung und Limitierung der Einwanderung,
- Ablehnung des Multikulturalismus
- Implementierung von Referenden in das politische System Australiens.

Als Antwort auf eine mögliche Siedlung sudanesischer Einwanderer in der Stadt Tamworth verteilte die Partei Flugblätter mit der Warnung, dass die Migranten Gewalt, Verbrechen und Krankheiten in die Stadt bringen würden.

## Wahlergebnisse
Bei den Bundeswahlen 1998 verlor Campbell, da er nur 22 % der Stimmen seines Wahlbezirks bekam, seinen Sitz, obwohl er ihn 18 Jahre lang verteidigt hatte. Die AFP scheiterte auf ganzer Linie und wurde von One Nation ausgebootet. Im Juni 2001 verließ Campbell die AFP, um für One Nation für einen Senatssitz in Western Australia zu kandidieren – doch auch hier scheiterte er.
An den Bundeswahlen 2001 nahm die AFP nach den schwachen Ergebnissen der Vorjahre nicht teil.
In den letzten Jahren traten diverse Kandidaten in verschiedenen Gebieten bei Wahlen nur noch auf regionaler Ebene an, ohne dabei jedoch zu überzeugen und Stimmen gut zu machen.

## Verhältnis zum Rechtsextremismus
Im Jahr 2006 wurde durch einen verdeckt in die Partei eingetretenen Reporter des The Australian bekannt, dass es in der Partei einen großen Anteil von Mitgliedern mit rechtsextremer Gesinnung gibt. So sollen mehrere Mitglieder u. a. einem jüdischen Rabbi „Sieg-Heil“-Rufe entgegengebracht haben.